# Odoaker (Vlaanderengouw)

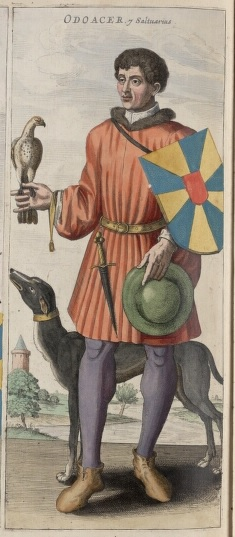
Odoaker (afbeelding uit Flandria illustrata, 1641)

Odoaker of Otger (Latijn: Odacer, Audacer) was volgens de hoogmiddeleeuwse woudmeesterslegende de vader van Boudewijn met de Ĳzeren Arm, de eerste graaf van Vlaanderen. Er is niets met zekerheid bekend over deze persoon. Pas in latere eeuwen is over hem een genealogie opgetuigd, die echter door moderne historici wordt betwijfeld.
Eigentijdse bronnen over Odoaker zijn er niet. De vroegste genealogie over de graven van Vlaanderen, de Genealogia Arnulfi comitis Flandriae opgesteld kort na 960-962, vermeldt hem ook niet. De oudste bronnen over hem hebben het enkel over zijn afstammingsband met Boudewijn, zonder Odoaker enige titel of kwalificatie te geven. Dat wijst op weinig aanzien. In de 11e eeuw werd Odoaker voorgesteld als de zoon van Ingelram en als de derde graaf van Vlaanderen. In 1196 is hij volgens de woudmeesterslegende de laatste van de drie woudmeesters of forestiers van wie het grafelijk huis zou afstammen. Volgens deze legende voert het huis terug op Liederik, die aanvankelijk als graaf en nadien als woudmeester (forestarius) wordt betiteld, in dienst van de Karolingen van 852 tot 864.
Er is gespeculeerd dat Odoaker afkomstig zou zijn geweest uit de streek van Laon en mogelijk verwant was met de Unruochingen. Dat geslacht zou reeds drie gouwgraven hebben geleverd in het gebied tussen Schelde en Noordzee: Hruoculf in de Doornikgouw (817), Unruoch in de Ternaasgouw (839) en Berengar.
Kort na de dood van graaf Boudewijn V van Vlaanderen in 1067 deed de Genealogia comitum Flandrensium een poging om de onduidelijke afstamming van Boudewijn I op te helderen. Zijn vader Odoaker werd tot zoon verklaard van Ingelram, die zelf afstamde van Liederik, graaf van Harelbeke (lees: van de Kortrijkgouw). Het Liber Floridus verklaarde een halve eeuw later Liederik tot de eerste graaf van Vlaanderen. Voortbouwend op deze hoogstwaarschijnlijk fictieve genealogie, ontstond de woudmeesterslegende. 
Andreas van Marchiennes, prior van het klooster aldaar en kroniekschrijver, schreef net voor 1200 een boek over de Franse koningen, vlak na de vereniging in 1191 van het graafschap Vlaanderen met het graafschap Henegouwen. Andreas wilde de toenmalige graaf Boudewijn VIII van Vlaanderen, tevens Boudewijn V van Henegouwen, plezieren gezien zijn dochter Isabella van Henegouwen gehuwd was met de toenmalige Franse koning Filips II. Hij gaf een andere wending aan de eerder bedachte genealogie van de Vlaamse graven: Liederik, ooit genoemd als graaf van Harelbeke en later zelfs als de eerste graaf van Vlaanderen, werd in deze tekst omgedoopt tot een 'forestarius' of 'woudmeester'. Tijdens de Karolingische periode heeft deze functie echter nooit bestaan.

## Modern historisch inzicht
Historicus Edward De Maesschalck beschrijft de oude geneologiën in zijn boek De graven van Vlaanderen 861-1384 (2012) als pogingen van middeleeuwse schrijvers om de afkomst van graaf Boudewijn glans te geven. Volgens De Maesschalck regeerde er wel een gouwgraaf met de naam Liederik tussen 792 en 836, waarschijnlijk in de streek van Sint-Omaars. Ingelram, vermeende zoon van Liederik, was dan weer een lid aan het hof van Karel de Kale en wordt als gouwgraaf genoemd in 853 in de streek tussen Schelde en Leie.